# Emilio Alessandrini
Emilio Alessandrini (Penne, 30 agosto 1942 – Milano, 29 gennaio 1979) è stato un magistrato italiano, assassinato durante gli anni di piombo da un commando del gruppo terroristico Prima Linea.

## Biografia
Dopo aver ottenuto la maturità classica a Pescara - compagno di classe di altri futuri uomini e donne delle istituzioni - Alessandrini si laureò in Giurisprudenza all'Università degli Studi di Napoli Federico II. Entrato in magistratura nel 1967, dal 1968 fu sostituto procuratore della Repubblica a Milano. Nel 1972, insieme ai colleghi Gerardo D'Ambrosio e Luigi Fiasconaro, condusse l'istruttoria sulla strage di piazza Fontana che portò all'incriminazione di Franco Freda e Giovanni Ventura, appartenenti alla destra eversiva, ma anche al coinvolgimento nelle indagini di Guido Giannettini del SID.
Alessandrini partecipò con Toni Negri, Tiziana Maiolo (all'epoca cronista de il manifesto) e altri ad un incontro a casa di Antonio Bevere. La Maiolo sostenne in un articolo sul Manifesto che proprio Alessandrini, dopo l'incontro, avrebbe riconosciuto in quella di Negri la voce del telefonista delle Brigate Rosse che contattava la famiglia Moro, e avrebbe messo a parte di questa sua impressione il giudice Pietro Calogero, con cui collaborava nelle discusse indagini del 7 aprile contro Autonomia Operaia. Lo stesso Negri fu in seguito accusato di essere il mandante dell'omicidio di Alessandrini, salvo poi essere assolto per questa accusa e condannato per altre imputazioni.
Successivamente si occupò con particolare determinazione del terrorismo di estrema sinistra, avviando, tra l'altro, una delle prime indagini sull'Autonomia milanese. Questo impegno contribuì a metterlo nel mirino di Prima Linea, l'organizzazione eversiva guidata da Sergio Segio, Marco Donat-Cattin, Susanna Ronconi e Bruno La Ronga. Nel settembre 1978, nel covo di Corrado Alunni (Brigate Rosse) in via Negroli a Milano, vennero trovate tre sue foto.

### L'assassinio
Questo avvertimento non servì a nulla poiché il 29 gennaio 1979, Alessandrini, mentre si stava recando al Palazzo di Giustizia di Milano, venne assassinato da un gruppo di fuoco di Prima Linea. A sparare al magistrato furono Sergio Segio – nome di battaglia – «Sirio» e Marco Donat-Cattin «Alberto», mentre rimase di copertura Michele Viscardi «Matteo». Poco prima di morire si era occupato anche dello scandalo finanziario del Banco Ambrosiano di Roberto Calvi.
Il delitto fu rivendicato con una telefonata alla redazione milanese del quotidiano la Repubblica e, successivamente, dalla diramazione di un volantino. Nella rivendicazione, Prima Linea precisò che era stato scelto Alessandrini per l'impegno che poneva nel rendere più moderna la struttura giudiziaria, e più in generale perché considerava i giudici «riformisti» più pericolosi di quelli «conservatori».
L'ideologo del gruppo, Roberto Rosso, per spiegare la scelta degli obiettivi, disse: «Alcuni di noi scelgono, a fronte di un ruolo che la magistratura assume, come cerniera fondamentale nella riaggregazione delle istituzioni e come istituzione che conosce profondamente la realtà sociale, per un compito di mediazione e di articolazione degli spazi di libertà, degli spazi sociali che essa si è assunta giocando un ruolo autonomo che ha all'interno di un quadro legislativo dato».
Il 30 gennaio, il giornalista Walter Tobagi, che sarà ucciso il 28 maggio dell'anno seguente dal gruppo terrorista di estrema sinistra Brigata XXVIII marzo, scrisse sul Corriere della Sera: «Sarà per quella faccia mite, da primo della classe che ci lascia copiare i compiti, sarà per il rigore che dimostra nelle inchieste, Alessandrini è il prototipo del magistrato di cui tutti si possono fidare; era un personaggio simbolo, rappresentava quella fascia di giudici progressisti, ma intransigenti, né falchi chiacchieroni, né colombe arrendevoli».

## Onorificenze
Nel trentennale dell'omicidio le Poste italiane hanno emesso un francobollo in sua memoria.

## Memoria
In suo onore il suo nome è stato dato alla Scuola Primaria di Ari (CH), all'ITIS di Teramo, all'IPSSCT di Abbiategrasso (MI), all'ITIS e ITC di Montesilvano (PE), all'Istituto Comprensivo (scuola primaria e secondaria) di Cesano Boscone (MI), all'istituto tecnico di Vittuone (MI), al Parco all'estremità sudorientale di Milano, ad un parco nella regione sudorientale di Bologna, e al Parco della Stazione Centro di Budrio (BO), a Pescara gli è stata dedicata la piazza dove in passato sorgeva il Tribunale mentre a Penne, città 
natale, il Tribunale e il corso principale sono intestati a lui.
A lui è dedicata l'aula magna del liceo classico Gabriele D'Annunzio di Pescara, nel quale ha studiato e conseguito la maturità nel 1958. Sempre a Pescara, gli è stata intitolata la piazza XX Settembre, sede dell'ex tribunale civile. 
Al giudice viene anche dedicata l'aula magna dell'ITCG Mosè Bianchi di Monza.
Sono state dedicate aule nei Palazzi di giustizia:
- L'aula magna (insieme a Guido Galli) del tribunale di Prato (2010)[10][11] e del Palazzo di Giustizia di Milano (2013)[12].
- L'aula principale (insieme a Guido Galli) delle udienze penali del Tribunale di Trento nel 2009[13][14].
- Nei Tribunali di Pescara, Taranto, Teramo e Nocera Inferiore.